# Pseudeusemia superior
Pseudeusemia superior là một loài bướm đêm trong họ Geometridae.